# Marthe Bigot

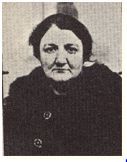
Marthe Bigot

Marthe Bigot (* 13. März 1878 in Montargis; † 4. März 1962 in Pontoise) war eine französische kommunistische Politikerin und Feministin, die hauptsächlich während der Dritten Republik wirkte.

## Leben
Der Vater von Marthe Bigot war Bäcker in Montargis und später in Paris. Nach ihrer Aufnahme in die École normale von Batignolles begann sie 1896 als Lehrerin an der öffentlichen Mädchenschule in der Impasse Guéménée in Paris. Sie wurde Mitglied der sozialistischen Partei Section française de l’Internationale ouvrière (SFIO) und der Gewerkschaft Confédération générale du travail.
Bigot unterstützte eine pazifistische Linie, die in der Frauenbewegung neu war. Bald übernahm sie das provisorische Sekretariat der französischen Sektion des Comité international des femmes pour la paix permanente (das später zum Internationalen Frauenkomitee für den ständigen Frieden wurde), 1917 das Sekretariat der Fédération féministe universitaire (Feministischer Hochschulverband, FFU) und die Leitung der Gruppe des 12. Arrondissements der Union française pour le suffrage des femmes (Französische Union für das Frauenstimmrecht). Außerdem war sie Geschäftsführerin von L’Action féministe, der Zeitung der FFU.
Marthe Bigot trat dem Komitee für die Wiederaufnahme der internationalen Beziehungen bei. In der SFIO wurde sie Schatzmeisterin der Fédération de la Seine und unterstützte die Zimmerwalder Strömung. Auf dem Bundeskongress für das Unterrichtswesen, der 1917 in Paris stattfand, wurde sie zur Sprecherin der sozialistischen Parlamentsfraktion gewählt. Darüber hinaus arbeitete sie für mehrere Zeitungen wie zum Beispiel Le Populaire.
Ihre pazifistische Haltung während des Ersten Weltkriegs führte zu Konflikten mit der Schulbehörde. 1971 gründete sie zusammen mit Jeanne Mélin und Gabrielle Duchêne das Comité d’Action Suffragiste (Suffragistisches Aktionskomitee).
Als Aktivistin in der Minderheit der Sozialistischen Partei wurde sie 1918 in den Vorstand der Humanité aufgenommen. Zwei Jahre später wurde sie in den Exekutivausschuss des Komitees für den Wiederaufbau der Internationale gewählt. Doch schon bald unterstützte sie den Antrag, der die Dritte Internationale befürwortete. Auf dem Parteitag in Tours wurde sie als Delegierte des Départements Seine als Stellvertreterin in den Vorstand der Kommunistischen Partei gewählt. In der Folge war sie zwar auch gewerkschaftlich tätig, Bigots vornehmliches Interesse galt allerdings der kommunistischen Partei, deren linkem Flügel sie angehörte.
Sie wurde zur Sekretärin der Zentralkommission der KP für Frauenarbeit ernannt und kandidierte bei den Kommunalwahlen im Pariser Quartier des Enfants-Rouges. Darüber hinaus gründete sie die Zeitung L’Ouvrière. Auf dem Parteikongress, der 1922 in Paris stattfand, wurde sie weder für den Vorstand noch für das Sekretariat des Frauenkomitees wiedergewählt. Aus Protest trat sie von ihrem Posten als Redakteurin bei L’Humanité zurück. Anschließend reiste sie nach Moskau, um an der erweiterten Exekutive der Kommunistischen Internationale teilzunehmen. In den Folgejahren verzeichnete sie zwar einzelne Erfolge – das Frauensekretariat wurde auf ihre Initiative wieder eingeführt –, wurde aber nicht mehr in wichtige Parteigremien gewählt.
Die zweite Konferenz der internationalen Korrespondentinnen, die vom Frauensekretariat der Internationale gebildet wurde, fand am 24. und 25. Oktober 1922 in Berlin statt. Bigot legte einen Bericht vor, aus dem hervorging, dass die Kommunistische Partei Frankreichs bei der Rekrutierung von Frauen langsam war. L’Ouvrière hatte eine Auflage von nur 2.000 Exemplaren, und nur 2 % der Parteimitglieder waren Frauen. Bigot schrieb am 5. August 1922 in l’Ouvrière, dass Arbeitgeber, die die Familienbeihilfe an die Männer und nicht direkt an die Mütter zahlten, zur „wirtschaftlichen Unterlegenheit der Frau beitrugen und sie absolut unter die Herrschaft ihres Mannes stellten“. Der Vorsitzende der CGT, Martin Labe, sprach sich jedoch gegen die direkte Auszahlung an die Ehefrauen aus und fragte: „Können wir diese grundlose Beleidigung der Väter, die den Lebensunterhalt verdienen, hinnehmen?“.
Mit dem Sieg des Cartel des gauches konnte sie wieder in den Schuldienst zurückkehren. Sie leitete die Fédération des enfants ouvriers et paysans (Föderation der Arbeiter- und Bauernkinder) und gehörte der Ligue syndicaliste an, die eine Kampagne gegen die kommunistische Mehrheit in der Fédération unitaire de l’enseignement führte. Auf dem Bundeskongress 1928 gehörte sie zu denjenigen, die einen Antrag über die Unterdrückung der Kommunisten in der UdSSR einbrachten, in dem sie an die „ruhmreiche Rolle“ Trotzkis im Kampf für ein revolutionäres Russland erinnerte. Im folgenden Jahr besuchte sie Trotzki in seinem Exil in Prinkipo.
Seit 1927 saß sie im Exekutivkomitee des Marx-Lenin-Kreises. 1929 trat sie dem Redaktionskomitee der trotzkistischen La Vérité bei. Sie unterzeichnete das Manifest an die revolutionären Arbeiter, schloss sich aber der (antistalinistischen) La Révolution prolétarienne an. 1936 wurde Marthe Bigot bei der Polizeipräfektur als Schatzmeisterin des Büros der Pariser Region der Fédération générale des retraités (Allgemeiner Rentnerverband) gemeldet. Nach dem Zweiten Weltkrieg unterstützte sie weiterhin La Révolution prolétarienne.

## Werke
- La Servitude des femmes, Librairie de l’Humanité, 1921[12]
- Rosa Luxembourg et le militarisme, L’Humanité, 1921[13]
- L’École Laïque et les Femmes, Floréal, Nr. 27, 2 juillet 1921[14]
- L’Égalité de traitement, La Révolution prolétarienne Nr. 15, 1926[15]